# Riot Fest
Das Riot Fest ist ein seit 2005 in Chicago im US-Bundesstaat Illinois ausgetragenes Musikfestival, welches sich hauptsächlich auf Punk und deren Subgenres spezialisiert hat. Allerdings traten in den letzten Jahren auch vermehrt Gruppen aus dem Metal- sowie vereinzelt aus dem Hip-Hop-Bereich auf dem mehrtägigen Festival auf.
2011 expandierte das Riot Fest nach Philadelphia, Pennsylvania. 2012 wurde ein Ableger des Riot Fest in Brooklyn, Toronto und Dallas statt. 2013 wurden Ableger in Toronto und Denver ausgetragen. Die ersten sieben Jahre fand das Riot Fest in mehreren Veranstaltungszentren in ganz Chicago statt. Von 2012 bis 2014 fand das Riot Fest im Humboldt Park statt. Seit 2015 ist der Douglas Park der neue Veranstaltungsort.

## Teilnehmende Künstler (seit 2012)

### 2012
Besucher: 60.000
Unter anderem: Iggy and The Stooges, Rise Against, Elvis Costello & The Imposters, The Offspring, Descendents, A Day to Remember, Coheed and Cambria, Dropkick Murphys, Gogol Bordello, NOFX, Andrew W.K., Alkaline Trio, Hot Water Music, Slapstick, The Jesus and Mary Chain, The Gaslight Anthem, Awolnation, Minus the Bear, Imagine Dragons, Neon Trees, The Promise Ring, Chiodos, Gwar, August Burns Red, Less Than Jake, Pierce the Veil, Built to Spill, Frank Turner, Cursive, Reverend Horton Heat, The Addicts und Fishbone

### 2013
Freitag, 13. September:
Fall Out Boy, Sublime with Rome, Danzig with Doyle, Joan Jett & the Blackhearts, Bad Religion, Atmosphere, Yellowcard, Screeching Weasel, Andrew W.K., Gwar, Hatebreed, Smoking Popes, Dessa, Saul Williams, The Flatliners, Masked Intruder, Flatfoot 56, Environmental Encroachment
Samstag, 14. September:
Blink-182, Violent Femmes, Rancid, Blondie, Public Enemy, FLAG, Guided by Voices, Taking Back Sunday, Dinosaur Jr., X, DeVotchKa, Pennywise, Best Coast, The Lawrence Arms, Glassjaw, The Devil Wears Prada, The Selecter, T.S.O.L., Stars, The Dear Hunter, Surfer Blood, The Interrupters, Empires, New Beat Fund, Radkey, Mephiskapheles, Kitten, Environmental Encroachment
Sonntag, 15. September:
The Replacements, Pixies, AFI, Brand New, All Time Low, Pierce the Veil, Rocket from the Crypt, The Dismemberment Plan, The Broadways, Against Me!, Bob Mould, The Lillingtons, Suicidal Tendencies, Quicksand, Bad Books, Mission of Burma, Saves the Day, Bayside, Peter Hook and The Light, Reggie and the Full Effect, The Wonder Years, Maps & Atlases, Chuck Ragan, Memphis May Fire, Peelander-Z, Touché Amoré, Off with Their Heads, Deal's Gone Bad, Twin Peaks, White Mystery, Direct Hit!, Pet Symmetry, Hostage Calm, Environmental Encroachment

### 2014
Freitag, 12. September:
Jane’s Addiction, Rise Against, Slayer, The Offspring, NOFX, Gogol Bordello, Of Mice & Men, Mastodon, The Murder City Devils, Failure, Circa Survive, Clutch, GWAR, Stiff Little Fingers, Black Joe Lewis & the Honeybears, We Came as Romans, Senses Fail, All, Title Fight, Emarosa, Pity Sex, From Indian Lakes, The Hotelier, Radkey, Pianos Become the Teeth, Red City Radio, Baby Baby, Wounds, Plague Vendor, Somos, ¡Vamos!
Samstag, 13. September:
The National, The Flaming Lips, Wu-Tang Clan, Samhain, Descendents, Metric, Taking Back Sunday, Die Antwoord, City and Colour, Paul Weller, The Used, The Afghan Whigs, Cock Sparrer, Dashboard Confessional, Television, Saosin, Say Anything, The Mighty Mighty Bosstones, Tokyo Police Club, The Dandy Warhols, The Get Up Kids, Me First and the Gimme Gimmes, Streetlight Manifesto, Buzzcocks, Face to Face, Wavves, The Orwells, RX Bandits, Samiam, 7 Seconds, Anti-Flag, FrnkIero and the Cellabration, Citizen, The World Is a Beautiful Place and I Am No Longer Afraid to Die, Lemuria, The Pizza Underground, Nostalghia, Skaters, The Unlikely Candidates, Jessica Hernandez & the Deltas, The Bots, Broncho, The American Scene, Restorations, The Picturebooks, Rose's Pawn Shop, The Crombies, Ex Friends, Daniel Wade, Buffalo Rodeo
Sonntag, 14. September:
The Cure, Weezer, Social Distortion, Primus, Tegan and Sara, Cheap Trick, Patti Smith, Bring Me the Horizon, Dropkick Murphys, Naked Raygun, Superchunk, Billy Bragg, The Hold Steady, Blue Meanies, Lucero, New Found Glory, Mudhoney, Hot Snakes, Motion City Soundtrack, Andrew W.K., The Bouncing Souls, Kurt Vile & the Violators, Mineral, La Dispute, Only Crime, The Menzingers, The Front Bottoms, Cerebral Ballzy, Pup, Dads, Silverstein, The Whigs, In the Valley Below, Modern Baseball, I Am the Avalanche, Laura Stevenson, ShowYouSuck, Lucki Eck$, My Gold Mask, Tiny Moving Parts, Team Spirit, Survay Says!, Chumped, Archie Powell & the Exports, Netherfriends, Mutts, The Grizzled Mighty

### 2015
Freitag, 11. September:
No Doubt, Faith No More, Motörhead, Ice Cube with DJ Yella and MC Ren, Alkaline Trio, Coheed and Cambria, Flogging Molly, Slightly Stoopid, Thrice, Dirty Heads, Anthrax, Eagles of Death Metal, Against Me!, Bayside, Mest, Atreyu, Lee "Scratch" Perry, The Expendables, Living Colour, Fishbone, Death, Mariachi El Bronx, CIV, Every Time I Die, Real Friends, 88 Fingers Louie, Mustard Plug, Into It. Over It., Post Malone with FKi, Chef'Special, Barb Wire Dolls, The Coathangers, Prayers, Speedy Ortiz, White Mystery, Ground Up, Skinny Lister, Alex Wiley, Heems, Psalm One, Dreamers, Faulkner
Samstag, 12. September:
System of a Down, Iggy Pop, Rancid, Billy Idol, Taking Back Sunday, Drive Like Jehu, Merle Haggard, Alexisonfire, The Academy Is..., The Lawrence Arms, Echo & the Bunnymen, Bootsy Collins’ Rubber Band, The Damned, Pennywise, The Devil Wears Prada, Mayday Parade, Babes in Toyland, Desaparecidos, The Joy Formidable, The Dead Milkmen, FIDLAR, Millencolin, American Nightmare, Swervedriver, Gwar, Lifetime, Joyce Manor, The Movielife, Steve Ignorant and Paranoid Visions, The Dear Hunter, The Ataris, Modern Life Is War, Fit for Rivals, Flatfoot 56, Teenage Bottlerocket, Chon, Counterpunch, Direct Hit!, Dirty Fences, Sleep on It, The Brokedowns, Meat Wave, Elway, Indian Handcrafts, Pears, Clowns
Sonntag, 13. September: Modest Mouse, The Prodigy, Snoop Dogg, Damian "Jr. Gong" Marley, Tenacious D, Rodrigo y Gabriela, L7, Stephen Marley, Kongos, Cypress Hill, Yelawolf, The Airborne Toxic Event, Manchester Orchestra, De La Soul, Andrew McMahon in the Wilderness, New Politics, Jimmy Cliff, Andrew W.K., Less Than Jake, The Thurston Moore Band, Morgan Heritage, Doomtree, Hum, Tarrus Riley, The Dwarves, Tommy Stinson, Kevin Devine, Jo Mersa, Alvvays, The White Buffalo, Black-Am-I, Skip Marley, Knuckle Puck, Jazz Cartier, Have Mercy, Superheaven, Foxing, Beach Slang, Cayetana, Blis, Northern Faces, Souvenirs, Skating Polly, Signals Midwest, Modern Chemistry, Tasha the Amazon, Foxtrott, Twin River, Indian School

### 2016
Freitag, 16. September:
The Flaming Lips, Ween, Julian Marley, The Specials, Jimmy Eat World, NOFX, Refused, Pierce the Veil, All Time Low, Glassjaw, Pepper, Meat Puppets, Dan Deacon, Gwar, The Anniversary, Set Your Goals, Neck Deep, Highly Suspect, Fu Manchu, Girls Against Boys, The Dillinger Escape Plan, Tigers Jaw, Basement, Touché Amoré, Diarrhea Planet, Big D and the Kids Table, Citizen, Turnover, Violent Soho, Off with Their Heads, Holy White Hounds, Laura Stevenson, Somos, 3Teeth, The Wans, Jule Vera, Worriers, Eskimeaux, The Far East, Bad Cop/Bad Cop, Stellar West
Samstag, 17. September:
Morrissey, Death Cab for Cutie, Social Distortion, Nas, Brand New, Fitz and the Tantrums, Descendents, Motion City Soundtrack, The Hives, Bob Mould, The Hold Steady, Method Man & Redman, GZA, Smoking Popes, The Vandals, Fucked Up, I the Mighty, The Toasters, Hippo Campus, Balance and Composure, People Under the Stairs, White Lung, Jessica Hernandez & the Deltas, Dee-1, Brick + Mortar, Night Riots, Plague Vendor, Microwave, Death Spells, Deal's Gone Bad, Black Foxxes, The Walters, Nots, Donna Missal, Tasha the Amazon, Blackbox, High Waisted, Summer Cannibals, Partner, Kitten Forever, Sleepy Kitty, School of Rock
Sonntag, 18. September:
Misfits, Rob Zombie, Sleater-Kinney, Deftones, Bad Religion, Underoath, Thursday, Jake Bugg, Death Grips, The Julie Ruin, Joey Badass, Chevy Metal, Me First and the Gimme Gimmes, Tiger Army, The Wonder Years, Dee Snider, Andrew W.K., Leftöver Crack, Billy Talent, The Falcon, Juliette and the Licks, Frank Iero and the Patience, The Bronx, Pouya, Swingin' Utters, Denzel Curry, Bleached, Creeper, Tancred, Marina City, Syd Arthur, The Dirty Nil, The So So Glos, Big Ups, All Dogs, War on Women, Hard Girls, A Will Away, Can't Swim, With Our Arms to the Sun, The Gallow Walkers, School of Rock

### 2017
Freitag:
Nine Inch Nails, New Order, A Day to Remember, Dirty Heads, Vic Mensa, Ministry, Death from Above, Action Bronson, X, Mayday Parade, The Cribs, Liars, Buzzcocks, The Story So Far, State Champs, Four Year Strong, INVSN, Chon, The Hotelier, Saul Williams, Nothing More, Radar State, Tobacco, Seaway, Like Pacific, Sleep on It, Grayscale, Skating Polly, Warm Brew, and Hdbeendope
Samstag:
Queens of the Stone Age, Wu-Tang Clan, Mike D, At the Drive-In, Danzig, Gogol Bordello, Taking Back Sunday, New Found Glory, Fidlar, Bad Brains, Peaches, The Lawrence Arms, Bayside, Dead Cross, Streetlight Manifesto, GBH, Shabazz Palaces, Fishbone, Knuckle Puck, Black Pistol Fire, Slaves, Versus, RVIVR, The Smith Street Band, Potty Mouth, The Regrettes, Cold Beat, Turnspit, and Gin Rummy
Sonntag:
Jawbreaker, Paramore, Prophets of Rage, M. I. A., TV on the Radio, Dinosaur Jr., Pennywise, Built to Spill, The Mighty Mighty Bosstones, The Orwells, Best Coast, Cap'n Jazz, Minus the Bear, Say Anything, The Menzingers, Gwar, Hot Water Music, Real Friends, Andrew W.K., Beach Slang, That Dog, Mad Caddies, The Flatliners, Dessa, The Voluptuous Horror of Karen Black, Engine 88, Downtown Boys, Culture Abuse, Gazebos, Kitten Forever, and Upset

### 2018
Run the Jewels, Weezer, Taking Back Sunday, Beck, Elvis Costello & the Imposters, Incubus, Young the Giant, Interpol, Blondie, Alkaline Trio, Father John Misty, Jerry Lee Lewis, Dropkick Murphys, Bleachers, Atmosphere, Flogging Molly, Cypress Hill, Bad Religion, Underoath, Matt and Kim, The Jesus Lizard, Sum 41, The Voidz, The Front Bottoms, Twin Peaks, K.Flay, Suicidal Tendencies, Bullet for My Valentine, Clutch, The Wonder Years, Digable Planets, Liz Phair, Cat Power, Gary Numan, Killing Joke, Hot Snakes, Wolfmother, SWMRS, Johnny Marr, Superchunk, JD McPherson, Reignwolf, Lagwagon, Pussy Riot, Fear, Andrew W.K., Gwar, The Aquabats, Hobo Johnson & the LoveMakers, Face to Face, The Exploited, The Bouncing Souls, Dillinger Four, Conflict, Piebald, Adolescents, The Avengers, Cobra Skulls, Health, Calpurnia, Kevin Devine, The Frights, The Districts, Arkells, The Audition, Spitalfield, Flor, Speedy Ortiz, Bully, Lower Class Brats, Total Chaos, The Fever 333, Direct Hit!, Mom Jeans, Mannequin Pussy, Pronoun, Beach Goons, The Bombpops, Badflower, Save Face, Super Whatever, Beach Bunny, and No Small Children.

### 2019
Freitag, 13. September:
Blink-182, The Flaming Lips, Jawbreaker, Rancid, Violent Femmes, Descendents, Dashboard Confessional, Pennywise, Cock Sparrer, Neck Deep, Lucero, Senses Fail, Glassjaw, The Get Up Kids, Hot Water Music, Anti-Flag, H20, Hot Mulligan, I Don't Know How But They Found Me, Caroline Rose, Mat Kerekes, Angel Dust, The Garden, Pkew Pkew Pkew, Pink Fly, No Parents, Thin Lips, Yours Truly, Can't Swim
Samstag, 14. September:
Slayer, Rise Against, Bloc Party, Wu-Tang Clan, Manchester Orchestra, The Story So Far, Avail, The Struts, Pvris, Anthrax, Testament, Andrew W.K., Gwar, Turnover, Senses Fail, The Selecter, The Damned Things, Grandson, Turnstile, Surfer Blood, Cursive, The Hu, Prof, Cherry Glazerr, Masked Intruder, Drakulas, Microwave, Lando Chill, Cleopatrick, Elder Brother, Monarchy Over Monday
Sonntag, 15. September:
Bikini Kill, The Raconteurs, Ween, Patti Smith, Taking Back Sunday, The B-52s, Against Me!, The Starting Line, Streetlight Manifesto, Bob Mould, American Football, Village People, Ride, Guided by Voices, Less Than Jake, Nick Lowe, Frank Iero, Save Ferris, The Ergs!, White Reaper, Teenage Bottlerocket, Dave Hause, This Wild Life, Dead Swords, The Beaches, Sincere Engineer, Skating Polly, Ultra Q, Kali Masi, Ganser, Ramona

### 2021
Donnerstag, 16. September (Preview Party):
Morrissey, Alkaline Trio, Patti Smith & Band, Joyce Manor, WDRL, Kristeen Young
Freitag, 17. September:
The Smashing Pumpkins, Coheed and Cambria, Lupe Fiasco, NOFX, Dirty Heads, Sublime with Rome, Circle Jerks, Motion City Soundtrack, Thrice, Circa Survive, Pinegrove, Meg Myers, The Lawrence Arms, Beach Bunny, Anti-Flag, Living Colour, Fishbone, Envy On the Coast, The Sounds, Amigo the Devil, Eyedress, Beach Goons, Meet Me at the Altar, Seratones, Radkey, Kississippi, Jackie Hayes, Oxymorrons, Girl Puppy, Senor Kino
Samstag, 18. September:
Run the Jewels, Rise Against, Dropkick Murphys, Rancid, Taking Back Sunday, Vic Mensa, Gogol Bordello, Mayday Parade, Bayside, State Champs, The Mighty Mighty Bosstones, Andrew W.K., Best Coast, Big Freedia, GWAR, Hepcat, The Bronx, Les Savy Fav, Four Year Strong, Citizen, Fucked Up, Joywave, Night Moves, Man on Man, The Bollweevils, Action/Adventure, Ganser, Just Friends, The Orphan the Poet, Bearings, Spider, Devon Kay & The Solutions
Sonntag, 19. September: Slipknot, Machine Gun Kelly, The Flaming Lips, Devo, New Found Glory, Simple Plan, Anthrax, The Ghost Inside, Body Count, Thursday, K.Flay, Knuckle Puck, Health, The Bled, Mother Mother, 3OH!3, Alex G, Fever 333, KennyHoopla, Bleached, The Gories, Facs, Ratboys, Blackstarkids, The Clockworks, Pet Symmetry, Melkbelly, Gymshorts, The Weak Days, Airstream Futures

### 2022
Freitag, 16. September: My Chemical Romance, Alkaline Trio, Portugal. The Man, Bleachers, Taking Back Sunday, Descendents, Rocket from the Crypt, The Wonder Years, Lagwagon, Jeff Rosenstock, Anberlin, Sparta, Marky Ramone's Blitzkrieg, Lucky Boys Confusion, Hot Mulligan, Foxy Shazam, Boston Manor, Sincere Engineer, Pale Waves, Cloud Nothings, L.S. Dunes, carolesdaughter, Destroy Boys, AViVa, Bob Vylan, Holy Fawn, Algiers, Wargasm, Cliffdiver, Sitting on Stacy
Samstag, 17. September: The Original Misfits, Yellowcard, Sunny Day Real Estate, Bad Religion, Yungblud, The Story So Far, The Front Bottoms, The Menzingers, Alexisonfire, Movements, Jxdn, Gogol Bordello, The Get Up Kids, GWAR, 7 Seconds, Madball, Fear, Bully, The Joy Formidable, Together Pangea, Poorstacy, Mannequin Pussy, War on Women, Mothica, Charlotte Sands, Jake Hill, Bridge City Sinners, THICK, Skating Polly, No Trigger, Surfbort, cumgirl8
Sonntag, 18. September: Nine Inch Nails, Yeah Yeah Yeahs, Ice Cube, Sleater-Kinney, Jimmy Eat World, The Academy Is..., Action Bronson, Lunachicks, The Maine, Midtown, Pvris, Jawbox, Less Than Jake, Alice Glass, Coolio, The Linda Lindas, Poliça, Zola Jesus, Mom Jeans, Real Friends, The Juliana Theory, Josh A, renforshort, Joey Valence & Brae, Weathers, Kid Sistr, Save Face, The Bombpops, Treaty of Paris, Concrete Castles, Chastity, Reece Young, Moon Kissed, Night Spice, DJ Livia

### 2023
Freitag, 15. September: Foo Fighters, Turnstile, Tegan and Sara, Say Anything, The Breeders, Kim Gordon, The Interrupters, Bayside, Ani DiFranco, Silverstein, Parliament Funkadelic ft. George Clinton, Code Orange, Fake Names, Quicksand, The Wrecks, Hawthorne Heights, Braid, Yard Act, Screaming Females, Sludgeworth, Quasi, Origami Angel, Just Friends, Oso Oso, Bearings, Pinkshift, Olivia Jean, Calva Louise, The Aquadolls, Fea, The Bobby Lees, Young Culture
Samstag, 16. September: The Postal Service, Death Cab for Cutie, Queens of the Stone Age, Mr. Bungle, 100 gecs, Death Grips, 070 Shake, Viagra Boys, PUP, Sleep Token, Frank Turner and the Sleeping Souls, Pennywise, Insane Clown Posse, Head Automatica, Nothing, nowhere., White Reaper, Eshu Tune, Enter Shikari, Bowling for Soup, Spitalfield, Jehnny Beth, Drain, Snapcase, The Exploited, PLOSIVS, Steve Ignorant Band, Warpaint, High Vis, Rival Schools, Corey Feldman, Enola Gay, Cassyette, Pool Kids, CK Vassi, Total Chaos
Sonntag, 17. September: The Cure, The Mars Volta, The Gaslight Anthem, AFI, The Used, The Dresden Dolls, Flogging Molly, Finch, Godspeed You! Black Emperor, L.S. Dunes, Gorilla Biscuits, Ride, Cults, Balance and Composure, Thursday, H2O, The Bronx, Microwave, The Black Angels, Nothing, Smoking Popes, Free Throw, Just Mustard, Hotline TNT, Earth Crisis, Empire State Bastard, Fleshwater, Fade 'em All